# Heinrich Conried

Heinrich Conried

Heinrich Conried (* 3. September 1855 als Heinrich Cohn in Bielitz, Kaisertum Österreich; † 27. April 1909 in Meran, Österreich-Ungarn) war ein österreichischer Schauspieler, Regisseur und Theaterleiter. Als Direktor der Metropolitan Opera von 1903 bis 1908 holte er den italienischen Opernstar Enrico Caruso, Wagners Bühnenweihfestspiel Parsifal, die Strauss-Oper Salome und den österreichischen Komponisten Gustav Mahler nach New York.

## Werdegang
Heinrich Conried kam als Sohn des Webers Joseph Cohn in Bielitz zur Welt. Conried besuchte in Wien die Realschule, versuchte sich zunächst als Schauspieler und brachte es bis zu einem Engagement am Wiener Burgtheater (1873/74), dem er wesentliche Kontakte verdankt haben dürfte. Am Berliner Nationaltheater spielte er unter dem Pseudonym Robert Buchholz Charakterrollen wie Franz Moor, Iago und Mephisto. Nach Jahren am Leipziger Stadttheater wurde er als Intendant am Stadttheater Bremen (1876/77) verpflichtet, wo er das Haus durch geschickte Maßnahmen vor dem finanziellen Ruin bewahrte.
Conried kam 1878 auf Einladung von Adolf Neuendorff in die USA und betätigte sich im damals noch blühenden deutschsprachigen Theaterleben. Er übernahm Charakterrollen im Ensemble des Germania-Theaters von Neu York. Im Jahr 1881 wechselte er als künstlerischer Leiter an das Thalia Theatre, und 1882 wurde er künstlerischer Leiter der New York Concert Company.
Von 1892 bis 1903 leitete er das angesehene Irving Place Theatre in New York, sein Mäzen war der Pianofabrikant William Steinway. Conried konnte die berühmtesten europäischen Schauspieler des deutschen Sprachraums verpflichten, etwa Adolf von Sonnenthal, Friedrich Mitterwurzer oder Lina Loos. Als Direktor des Irving Place Theatre hatte Conried einen kleinen Auftritt im Roman Der Kampf um Wien (1923) des österreichischen Schriftstellers Hugo Bettauer.
In der Nachfolge von Maurice Grau leitete Conried ab Herbst 1903 die New Yorker Metropolitan Opera im Rahmen eines Fünfjahrvertrages. Das war ein Wagnis, denn Conried verfügte zwar über ausreichend Theatererfahrung, aber bis auf die Einführung der Operette Der Zigeunerbaron über keinerlei Opernerfahrung. Finanziell unterstützt wurde er von Henry Morgenthau, James Hyde, Jakob Schiff und Otto H. Kahn durch die Gründung einer Gesellschaft mit einem Grundkapital von 150.000 US-Dollar. Als neu ernannter Direktor der „Met“ verpflichtete er den italienischen Opernstar Enrico Caruso. Er besetzte ihn in den italienischen Opern Aida, Rigoletto, Tosca, Pagliacci und L’elisir d’amore und baute ihn bereits ab der ersten Saison zum Star-Solisten auf. Laut Conrieds „Haushaltsbuch“ verdiente Caruso in der Saison 1905/06 pro Auftritt 7000 Francs in 40 Vorstellungen, die Opernsängerin Lillian Nordica bekam 1250 US-Dollar pro Auftritt und der Operntenor Heinrich Knote erhielt 1000 US-Dollar pro Auftritt.
Bereits in seiner ersten Saison 1903/04 gelang es Conried, gegen den Widerstand von Cosima Wagner, den Parsifal in den Spielplan der Met aufzunehmen. Die Bayreuther Festspielleitung unter Cosima Wagner wollte die Inszenierung verbieten, doch die USA waren dem internationalen Abkommen über den Urheberrechtsschutz nicht beigetreten. Somit ermöglichte Conried am 24. Dezember 1903 die erste szenische Parsifal-Produktion außerhalb Bayreuths (der sogenannte „Gralsraub“). Dirigent des Bühnenweihfestspiels wurde nach dem kurzfristigen Rückzug Felix Mottls der zweite Kapellmeister Alfred Hertz; die Spielleitung übernahm Anton Fuchs und die technischen Raffinessen stammten von dem Bühnentechniker Carl Lautenschläger. Die Rollen waren mit dem Kammersänger Alois Burgstaller (Parsifal), Anton van Rooy (Amfortas), Otto Goritz (Klingsor) und Milka Ternina (Kundry) prominent besetzt. Alle Beteiligten waren fortan von den Bayreuther Festspielen ausgeschlossen. Die Met erhielt aus allen Vorstellungen der beliebten Inszenierung eine Einnahme von 200.000 US-Dollar.
Am 22. Jänner 1907 hatte die Skandaloper Salome von Richard Strauss an der Met ihre amerikanische Premiere, unter der Leitung von Alfred Hertz und zwei Jahre nach der Uraufführung in Dresden. Titelfigur und Sujet erfuhren so viel öffentlichen Widerstand, dass das Stück bereits nach der ersten Aufführung wieder abgesetzt wurde. Besonders die Tochter des Mäzens J. P. Morgan fühlte sich sittlich berührt.
Conried erkannte die musikalische Begabung Alfred Piccavers, der 1905 ein Stipendium der Metropolitan Opera erhielt. Als Gustav Mahler die Wiener Oper verließ, wurde er von Conried an die Met verpflichtet und am 1. Januar 1908 mit der Oper Tristan und Isolde eingeführt.
Aufgrund des finanziellen Erfolgs der Met eröffnete der Theaterleiter Oscar Hammerstein I 1906 auf der Westseite New Yorks das konkurrierende Manhattan Opera House. Hammerstein fokussierte sich auf französisches Repertoire und konnte eine Anzahl der attraktivsten Solisten der Met abwerben, darunter Nellie Melba und Emma Calvé.
Am 1. Mai 1908 zog sich Conried aus gesundheitlichen Gründen von der Metropolitan Opera zurück. Er starb am 27. April 1909 im Hotel Meranerhof in Meran im Beisein seiner Frau an einem Schlaganfall.
Conrieds Wunsch, ein amerikanisches Nationaltheater zu schaffen, blieb zeitlebens unerfüllt.

## Familie
Der Beziehung mit der am 12. September 1857 in Breslau geborenen Tänzerin Martha Franzke entstammt sein unehelicher Sohn Heinrich Franzke, geboren am 20. Dezember 1878 in Hamburg.